# Университет Ареццо
Университет Ареццо лат. Studium Aretino — средневековый университет, располагавшийся в тосканском городе Ареццо.
Был основан в 1215 году. Вскоре получил статус Studium generale. Университет был закрыт в 1260 году. Повторно он был открыт спустя 96 лет, в 1356 году, по указу императора Карла IV но уже в 1373 годy он был закрыт снова, на сей раз окончательно.